# Al-Ádid
Al-Ádid (1149–1171) byl v letech 1160-1171 čtrnáctým a posledním fátimovským chalífou. Během jeho vlády značně podstoupil politický rozklad chalífátu, jehož centrum byl Egypt. Do Egypta začaly v 50. a 60. letech 12. století proudit nájezdy křižáků z Palestiny i muslimských Turků ze Sýrie ve snaze ovládnout bohatý a strategický Egypt. Chalífa a především tehdejší vezír Šávar, který vedl egyptskou politiku i armádu, v případě ohrožení jednou stranou okamžitě uzavírali spojenectví se stranou druhou. Nakonec v souboji o nadvládu nad Egyptem zvítězili Turci a jejich vládce Núr ad-Dín jehož vojevůdce se Saladin se prohlásil egyptským vezírem a po smrti Núr ad-Dína i al-Ádida sultánem.

## Život
Al-Ádid nastoupil na egyptský trůn ještě jako nezletilý po smrti svého bratra al-Faize. Faktická vláda egyptských Fátimovců však již byla slabá a moc měli v rukou vezírové, ale ani jejich pozice byla vratká. Často byli po krátké době od svého uchopení moci sami svrženi nebo zavražděni. Politická dekadence nezůstala nepovšimnuta za egyptskými hranicemi a křižáci, vládci Jeruzalémského království začali pořádat do Egypta kořistnické výpravy, stejně jako Núr ad-Dínovi Turci začali s pokusy o uchvácení Egypta.
Roku 1164 byl v Káhiře svržen vezír jménem Šávar, který, aby si zachránil život, uprchl do Aleppa k Núr ad-Dínovi, kterého požádal o pomoc. Ten na Šávarovu nabídku, že pokud mu Turci pomohou získat vezírát zpět, vezír uzná Núr ad-Dínovu svrchovanost nad Egyptem, přistoupil a jeho vojsko Šávara rychle dosadilo v Egyptě zpět do funkce vezíra. Šávar se poté v úřadu udržel až do roku 1169. Chalífovi již zbyla jen úloha náboženské ikony a ani neopouštěl svůj palác v Káhiře. Roku 1169 byl Šávar svržen Núr ad-Dínovým válečníkem Šírkúhem, který se za něho prohlásil egyptským vezírem. jeho synovec Saladin, který po Šírkúhově smrti byl egyptskými aristokraty zvolen vezírem, rozjel v Egyptě důmyslnou protifátimovskou propagandu. V konečném důsledku se dokonce z káhirských minaretů vyvolávaly modlitby za sunnitského abbásovského z Bagdádu, což egyptské obyvatelstvo, vyznáním šíitské, které již bylo unaveno z politické nestability státu, přijalo chladně. Saladin se ale nepokusil chalífu, jehož zdraví nebylo v nejlepším stavu, fyzicky odstranit, počkal, až al-Ádid zemře přirozenou smrtí a poté se postaral, aby již nenastoupil žádný chalífa z fátimovského rodu. Saladin se prohlásil za egyptského sultána a fátimovská dynastie v Egyptě tak skončila.